# Kantileverfjädring

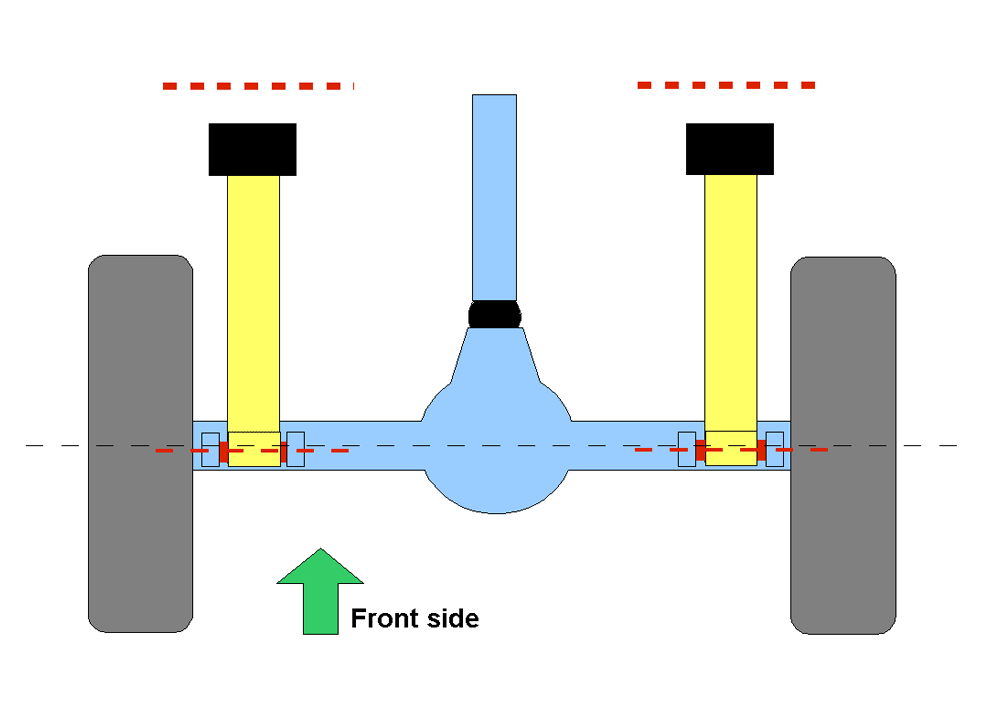
Ovanansikt av kantileverfjädring

Kantileverfjädring, eller konsolfjädring består av en bladfjäder med ena änden upphängd i chassit och den andra fäst i axeln. Fjäderns mittpunkt är upphängd på ett stöd, kallat konsol.